# بازاریابی بر مبنای تخفیف
بازاریابی بر مبنای تخفیف (به انگلیسی: Marketing) که معمولاً از طریق دفترچهٔ تخفیف انجام می‌شود، شیوهٔ نوینی از ارائه محصولات و خدمات می‌باشد.
پس از پیشرفت سریع و شگفت‌انگیز سیستم‌های خرید گروهی (کالاها و خدماتی مختلف با قیمت کاهش یافته پیشنهادی؛ با توجه به حداقل تقاضا از سوی خریداران آن محصولات؛ اصطلاحاً پکیج) سیستم‌های بازاریابی بر مبنای تخفیف، با هدف از بین بردن شرط گروهی بودن خریدها؛ به آرامی شکل گرفت.
در این روش، یک شرکت بازاریابی به عنوان واسطه بین خریداران و ارائه‌دهندگان کالا یا خدمات عمل می‌کند. این شرکت وظیفه هدایت مشتریان به سمت مراکز خرید را بر عهده دارد. در عوض، مراکز ارائه‌دهنده کالا یا خدمات، حق بازاریابی که باید به شرکت واسطه پرداخت کنند را به صورت تخفیف به مشتریان ارائه می‌دهند. همچنین، این شرکت می‌تواند به طور مستقیم مشتریان را جذب کند تا با خرید از آن، حق واسطه‌ها را حذف کرده و از تخفیف‌های بیشتری بهره‌مند شوند.

## تاریخچه
در آغاز ، در سال ۲۰۰۰ تجارت بر خط و پس از آن سایت‌های مزایده و حراجی (Auction) و خرید و فروش بسیار قوی شبیه ای‌بی (Ebay) و آمازون (Amazon)
شکل گرفتند. پس از چندین سال ایده‌ی خرید گروهی شکل گرفت و شرکت‌هایی مثل گروپون توانستند در این زمینه نقش بسیار مؤثری ایفا کنند. در واقع، ایده‌ی بازاریابی بر مبنای تخفیف از ترکیب ایده‌های خریدهای گروهی و کتاب‌های تخفیف (Discount Books) به وجود آمد.

## ویژگی‌ها
از ویژگی‌های‌ منحصربه‌فرد این روش می‌توان به موارد زیر اشاره کرد:
1. عدم نیاز به خرید گروهی: در واقع در این روش دیگر لازم نیست تا حتماً تعداد آشکاری از خرید انجام شود تا تخفیف به خریداران داده شود.
2. آزادی زمانی: در این روش افراد در هر زمانی که مایل باشند می‌توانند به مراکز مراجعه کنند.
3. امکان انتخاب بیشتر: تنوع و انتخاب‌های مشتریان بسیار گسترده می‌باشد. در واقع با این روش محصولات و خدمات بسیار متنوعی را می‌توان ارائه داد.
4. عدم محدودیت برای خرید بیشتر از یکبار: مشتریان می‌توانند به هر تعداد بار که خواستند به مراکز ارائه‌دهنده خدمات یا کالاها مراجعه کنند.[۶]

## انواع دفترچه‌های تخفیف
1. دفترچه‌های کوپنی: داخل این نوع دفترچه‌ها تعداد زیادی کوپن هم شکل وجود دارد و این کوپن‌ها در تمامی مراکز ارائه دهنده کالا یا خدمات قابل ارائه و استفاده می‌باشند.
2. دفترچه‌های تبلیغی: داخل این نوع دفترچه‌ها تعداد محدودتری برگه تبلیغاتی وجود دارد که هر کدام از آن‌ها فقط قابل استفاده در یک مرکز ارائه دهنده کالا یا خدمات می‌باشند.

## روش‌های دیگر
1. کارت‌های عضویت
2. کارت‌های الکترونیکی